# Alaer 001
Alaer 001 – meteoryt kamienny należący do amfoterytów LL 5, znaleziony w styczniu 2007 roku w regionie autonomicznym  Sinciang w Chinach. Meteoryt Alaer 001 to pojedynczy okaz o masie 1,7 g i jest jednym z osiemdziesięciu czterech oficjalnie zatwierdzonych meteorytów w tym regionie. 